# Egy pikoló világos
Az Egy pikoló világos 1955-ben bemutatott fekete-fehér filmvígjáték-dráma, melyet Máriássy Félix rendezett. A főbb szerepekben Ruttkai Éva és Bitskey Tibor látható.
A film a munkásosztály tagjainak magánéleti nehézségeit mutatja be. 1956-ban megnyerte a Karlovy Vary-i Nemzetközi Filmfesztivál nagydíját.

## Történet
Kincse Marcinak régóta tetszik a vele egy házban lakó Cséry Juli. Amikor szerelmük kibontakozni látszik, a fiút behívják katonának. Juli ezután egy gyárba kerül, ahol rossz társaságba keveredik. Marci szabadsága idején hazajön, de amikor megtudja Juli tetteit, hallani sem akar róla. Pedig pont Marci tudná Julit visszavezetni régi énjéhez.

## Szereplők
- Ruttkai Éva (Cséri Juli)
- Bitskey Tibor (Kincse Marci)
- Schubert Éva (Gizus)
- Bulla Elma (Csériné)
- Horváth József (Lala)
- Sulyok Mária (Kincséné)
- Görbe János (Kincse)
- Koletár Kálmán (Marci öccse)
- Peti Sándor (Jocó bácsi)
- Tarsoly Elemér (Juhász)
- Berek Katalin (Emmi)
- Kautzky József (Bordás)
- Petrik József (Tatár)
- Pongrácz Imre (Laci)
- Lukácsi Margit (énekes)
- Nagy Attila (Zombori Kálmán)
- Őze Lajos (Seregély)
- Horváth Gyula (Horváth Gyuszi)

További szereplők
- Károlyi Béla - A Római-parton az egyik fürdőző, egy másik jelenetben pedig a strandról hazafelé induló kockás inges férfi az oldalkocsis motorral, az oldalkocsiban egy hölggyel és egy kisgyerekkel
- Kibédi Ervin - Egyik vendég a Fekete rigóban
- Kollár Béla
- Körmendi János
- Kutas József
- Lukács Margit
- Psota Irén - Juli és Gizus kollégája a gyárban
- Sallai Kornélia - Juli és Gizus kollégája a gyárban, aki kijelöli Julit a filmhíradós felvételre
- Szabó Gyula
- Temessy Hédi